# Casandria grandis
Casandria grandis là một loài bướm đêm trong họ Noctuidae.